# ASV Feudenheim
Der ASV Feudenheim ist ein Sportverein aus dem 15.000 Einwohner zählenden Mannheimer Stadtteil Feudenheim.

## Verein
Der ASV Feudenheim hat rund 700 Mitglieder. Er bietet Fußball, Tennis, Viet Vo Dao, Walking und Fitness an. Das Vereinsgelände befindet sich beim Neckarkanal.

## Geschichte

### FC Viktoria Feudenheim
Der ASV Feudenheim geht in seinen Wurzeln auf mehrere Feudenheimer Vereine zurück. Der Fußball-Club Viktoria Feudenheim wurde 1903 gegründet. Erste Erfolge konnten in den Jahren 1911 bis 1913 gefeiert werden, als die Mannschaft dreimal Vizemeister der B-Klasse Neckargau wurde, davon zweimal hinter dem SV Waldhof Mannheim. In der ersten Saison nach dem Ersten Weltkrieg 1919/20 spielte die Viktoria in der Odenwaldkreis-Liga. Der Sieger war für die süddeutsche Meisterschaft qualifiziert, es war also die höchstmögliche Liga.

### VfTuR Feudenheim
1920 vereinigte sich der FC Viktoria Feudenheim mit der Turn-Verein Badenia 1889 Mannheim-Feudenheim zum Verein für Turn- und Rasensport Mannheim-Feudenheim, kurz VfTuR Feudenheim. 1922 wurde Feudenheim Vizepokalsieger im Odenwaldkreis, nachdem man im Finale gegen Waldhof Mannheim verloren hatte. 1925 allerdings wurde der VfTuR nur Vorletzter in der mittlerweile umbenannten Rheinbezirk-Liga und musste aus der Erstklassigkeit absteigen.
Im Rahmen der „Gleichschaltung“ der Nationalsozialisten wurde 1933 der 1887 gegründete Arbeiter-Turn- und Sportverein Mannheim-Feudenheim verboten. Der ATSV hatte zweimal in der vom Arbeiter-Turn- und Sportbund ausgetragenen Bundesmeisterschaft die Endrunde erreicht. Die meisten Fußballer schlossen sich nach dem Vereinsverbot dem VfTuR an. Während des Zweiten Weltkriegs wurde Feudenheim in der Saison 1940/41 Meister der Spielklasse 1 Unterbaden Staffel 1. Auch in der folgenden Qualifikation zur Gauliga Baden wurde der VfTuR Erster und stieg damit in die höchste Spielklasse auf, der er bis Kriegsende angehörte. Als bestes Ergebnis erreichte Feudenheim in der Saison 1942/43 die Vizemeisterschaft hinter dem VfR Mannheim.

### ASV Feudenheim
Kurz nach Kriegsende gründeten ehemalige Mitglieder des ATSV Feudenheim und des VfTuR Feudenheim den Allgemeinen Sportverein Feudenheim, kurz ASV Feudenheim, der in die Rechtsnachfolge der beiden alten Vereine eintrat. Bereits am 15. September 1945 wurde das erste Spiel bestritten. Auch der Ligabetrieb wurde neu gestaltet und die Oberliga Süd für Vereine aus Hessen, Württemberg-Baden und Bayern gegründet. Der ASV Feudenheim spielte die erste Nachkriegssaison 1945/46 darunter in der zweitklassigen Landesliga Nordbaden. Im Jahr darauf wurde Feudenheim mit 43:9 Punkten überlegener Meister, scheiterte aber in den Aufstiegsspielen am VfB Mühlburg. Zur Saison 1950/51 wurde die 1. Amateurliga Nordbaden geschaffen, in der Feudenheim auf Anhieb Meister wurde und nach Qualifikationsspielen in die Zweite Liga Süd aufsteigen konnte. Von dort aber musste die Mannschaft 1953 wieder absteigen. In der Folge verblieb der ASV in der 1. Amateurliga Nordbaden, wo er sich zumeist im oberen Drittel platzieren konnte. 1958 wurde Wolfgang Wittemaier in die Amateurnationalmannschaft berufen.
1963 und 1964 wurde Feudenheim Badischer Vizepokalsieger und 1966 dann Badischer Pokalsieger. Im Jahr darauf konnte neben dem erneuten Vizepokal auch wieder die Meisterschaft in der 1. Amateurliga Nordbaden gefeiert werden. In der folgenden Relegation zur Regionalliga Süd fehlte aber ein Punkt zum Aufstieg. 1968 konnte nochmals der Badische Pokal gewonnen werden, aber dann begann ein sportlicher Niedergang. In der Saison 1969/70 wurde Feudenheim nur Letzter und musste absteigen. Daraufhin schlug der Vorstand Fusionsverhandlungen mit dem VfR Mannheim vor, was aber von der Mehrheit der Mitglieder abgelehnt wurde. 1973 schaffte der ASV nochmal die Rückkehr in die 1. Amateurliga Nordbaden, wo man 1977 aber wieder abstieg und danach im Laufe der Jahre bis in die Kreisklasse hinab musste.

### Frauen
Die Frauenmannschaft des ASV Feudenheim gehörte zu den Pionieren im Mannheimer Frauenfußball. 1970 gegründet, konnte das Team 1972 erster Mannheimer Kreisligameister und 1975 badischer Vizemeister werden. Von der Gründung der Verbandsliga Baden 1975 an bis 1981 und erneut von 1982 bis 1994 spielte Feudenheim in dieser Liga, die bis zur Einführung der Bundesliga 1990 die höchste deutsche Spielklasse war. Der größte Erfolg konnte in der Saison 1983/84 erzielt werden, als der ASV Feudenheim mit 28:4 Punkten Verbandsligameister wurde und in der Endrunde um die deutsche Meisterschaft das Viertelfinale erreichte, wo die Feudenheimerinnen gegen den späteren Vizemeister FSV Frankfurt ausschieden.

## Bekannte Fußballspieler und -spielerinnen
- Karl-Heinz Bührer (* 1959)
- Ümit Davala (* 1973)
- Dennis Franzin (* 1993)
- Ludwig Günderoth (1910–1994)
- Reiner Hollich (* 1955)

Trainer
- Hermann Jöckel (1920–1991), Trainer
- Sabine Stoller (* 1991)
- Robin Szarka (* 1991)
- Wolfgang Wittemaier (1934–2022)
- Mallam Yahaya (* 1974)

## Bekannte Ringer
- Manfred Spatz (1925–2024)